# Walter Furrer
Walter Furrer (* 18. Dezember 1870 in Winterthur; † 1. Juni 1949 ebenda,  heimatberechtigt in Winterthur) war ein Schweizer Architekt und Kommunalpolitiker (DP).

## Leben
Walter Furrer wurde am 18. Dezember 1870 in Winterthur geboren, als Sohn des Baumeisters, Architekten und Stadtrats Theodor Furrer und der Anna Louise (geb. Wäger). Nach abgelegter Matura sowie einem abgeschlossenen Praktikum in Winterthur absolvierte Furrer ein Studium der Architektur an den Hochschulen in Stuttgart und München.
In der Folge eröffnete Furrer um 1900 ein Architekturbüro in Winterthur. Danach bildete er zunächst in den Jahren 1905 bis 1933 mit Robert Rittmeyer, daran anschliessend mit Robert Merkelbach eine Architektengemeinschaft. Daneben sass er als Mitglied der Demokratischen Partei zwischen 1904 und 1921 in der Winterthurer Legislative.
Walter Furrer heiratete in erster Ehe 1905 Maria Louise, geborene Huber, in zweiter Ehe 1920 Lilly, geborene Vogt. Er verstarb am 1. Juni 1948 im Alter von 78 Jahren in Winterthur.
Walter Furrer und Robert Rittmeyer zählen zu den bestimmenden Architekten des späten Jugendstils, des Heimatstils und des Neoklassizismus in Winterthur.

## Bauten
- 1899–1901: Primarschulhaus Geiselweid in Winterthur
- Gemeinsam mit Robert Rittmeyer
  - 1906–1908: Psychiatrische Klinik in Herisau,
  - 1907–1908: Reformierte Kirche in Brütten
  - 1907–1908: Landhaus „Rebhalde“ für Heinrich Hafner[1]
  - 1908–1909, 1913: Landhaus Georg Reinhart in Winterthur
  - 1913–1916: Museums- und Bibliotheksgebäude in Winterthur,
  - 1920: Wohnkolonie Jonas-Furrer-Strasse 84–124 in Winterthur
  - 1921–1922: Haus zur Geduld (Umbau) in Winterthur
  - 1927–1928: Geschäftshaus der Firma Gebrüder Volkart in Winterthur